# Губриха
Губриха — река в России, протекает в Сокольском районе Вологодской области. Устье реки находится в 47 км по левому берегу реки Стрелица. Длина реки составляет 10 км.
Исток находится в 10 км к северо-востоку от села Биряково. Губриха течёт на юго-запад по заболоченной лесистой местности. Крупных пунктов у реки нет. Впадает в Стрелицу в деревне Осипиха (Сельское поселение Биряковское).

## Данные водного реестра
По данным государственного водного реестра России относится к Двинско-Печорскому бассейновому округу, водохозяйственный участок реки — Северная Двина от начала реки до впадения реки Вычегда, без рек Юг и Сухона (от истока до Кубенского гидроузла), речной подбассейн реки — Сухона. Речной бассейн реки — Северная Двина.
Код объекта в государственном водном реестре — 03020100312103000007414.